# 菊地英昭
菊地 英昭（きくち ひであき、1964年12月7日 - ）は、日本のギタリスト。東京都日野市出身、八王子市育ち。血液型はO型。独身。

## 来歴
日本大学文理学部応用地学科卒業。1986年12月、KILLER MAYのギタリストとしてメジャーデビュー。
同バンドのドラマー菊地英二は実の弟である。
1989年3月に解散。
1989年12月、弟の英二に誘われ、THE YELLOW MONKEYのギタリストとして二度目のメジャーデビュー。バンドネームはEMMA（エマ）。
2004年7月に解散。
その後、吉井和哉、吉川晃司などのレコーディングやライブサポートを行い、2008年10月にインディーズ・レーベル“Brainchild’s Music（ブレインチャイルズミュージック）”を設立。
YOSHII LOVINSONの2ndアルバム『WHITE ROOM』にギタリストとして参加した。そのアルバムではEMMARSONに（『WHITE ROOM』のクレジットに記載）なっていた。映画『太陽にほえろ!』のテーマソングのギターも担当している。
所属事務所はBAJ INC.（旧BOWINMAN ARTISTS）。
2016年1月8日、THE YELLOW MONKEY再集結に参加。

## エピソード
- エアロスミスのギタリストであるジョー・ペリーを敬愛しており、彼のスタイルはジョーの影響を強く受けている。
- THE YELLOW MONKEY時代にはアルバム曲で作曲を手がけており、「空の青と本当の気持ち」、「TVのシンガー」、「セックスレスデス」は彼が作曲したものである。「This ls For You」、「創生児」、「クズ社会の赤いバラ」など、吉井と共作したものも数曲存在する。また「Horizon」は作詞作曲どちらもしている。

## 書籍
- 菊地英昭 LET THE MUSIC DO THE TALKING（2001年）シンコー・ミュージック ISBN 4401616995　
  - ニュールーディーズクラブ（2000年9月号より改題しROCK JET）での連載をまとめたもの。

- 菊地英昭 表裏一体 LET THE MUSIC DO THE TALKING II(2013年)
  - 『ROCK JET』誌2001年冬号から2012年冬号までの連載45回分、リアルタイム・インタビューからのセレクトに、新規取材(「おわりに」にかえて)を加えて構成されている。